# Burgberg im Allgäu
Burgberg im Allgäu, Burgberg i.Allgäu – miejscowość i gmina w południowych Niemczech, w kraju związkowym Bawaria, w rejencji Szwabia, w regionie Allgäu, w powiecie Oberallgäu. Leży w Allgäu, około 3 km na północ od Sonthofen.

## Polityka
Wójtem gminy jest Dieter Fischer (FW), w radzie gminy zasiada 16 osób.
|      | CSU | SPD | FW | Razem |
| 2008 | 7   | 3   | 6  | 16    |
| 2002 | 7   | 2   | 7  | 16    |